# Szerhij Vitalijovics Holubickij
Szerhij Vitalijovics Holubickij (ukránul: Сергій Віталійович Голубицький, oroszul: Сергей Витальевич Голубицкий, Szergej Vitaljevics Golubickij) (Kijev, 1969. december 20. –) világ- és Európa-bajnok, olimpiai ezüstérmes ukrán tőrvívó, edző. Felesége Carolin Golubytskyi világ- és Európa-bajnoki ezüstérmes német tőrvívónő.